# Dömitz
Dömitz este un oraș din landul Mecklenburg-Pomerania Inferioară, Germania. Orașul este situat în Nord-Estul Germaniei, având o suprafață totală de 60.38 km². în ceea ce privește numărul de locuitori, cifrele atestă ca în anul 2006 Dömitz găzduia 3302 de locuitori. 
1. ↑  Alle politisch selbständigen Gemeinden mit ausgewählten Merkmalen am 31.12.2018 (4. Quartal) (în germană), Statistisches Bundesamt[*], arhivat din original la 10 martie 2019, accesat în 10 martie 2019